# Słoneczniki (powieść)
Słoneczniki – powieść dla młodzieży Haliny Snopkiewicz z 1962 roku.
Powieść ma formę fikcyjnego pamiętnika młodej dziewczyny – Lilki Sagowskiej. Akcja powieści toczy się w latach 1948–1951. Autorka pamiętnika opisuje w nim swoje przeżycia szkolne i osobiste, takie jak pierwszą miłość. Przy okazji przedstawia realia polskie w czasach tuż po zakończeniu II wojny światowej.